# اخسیکت

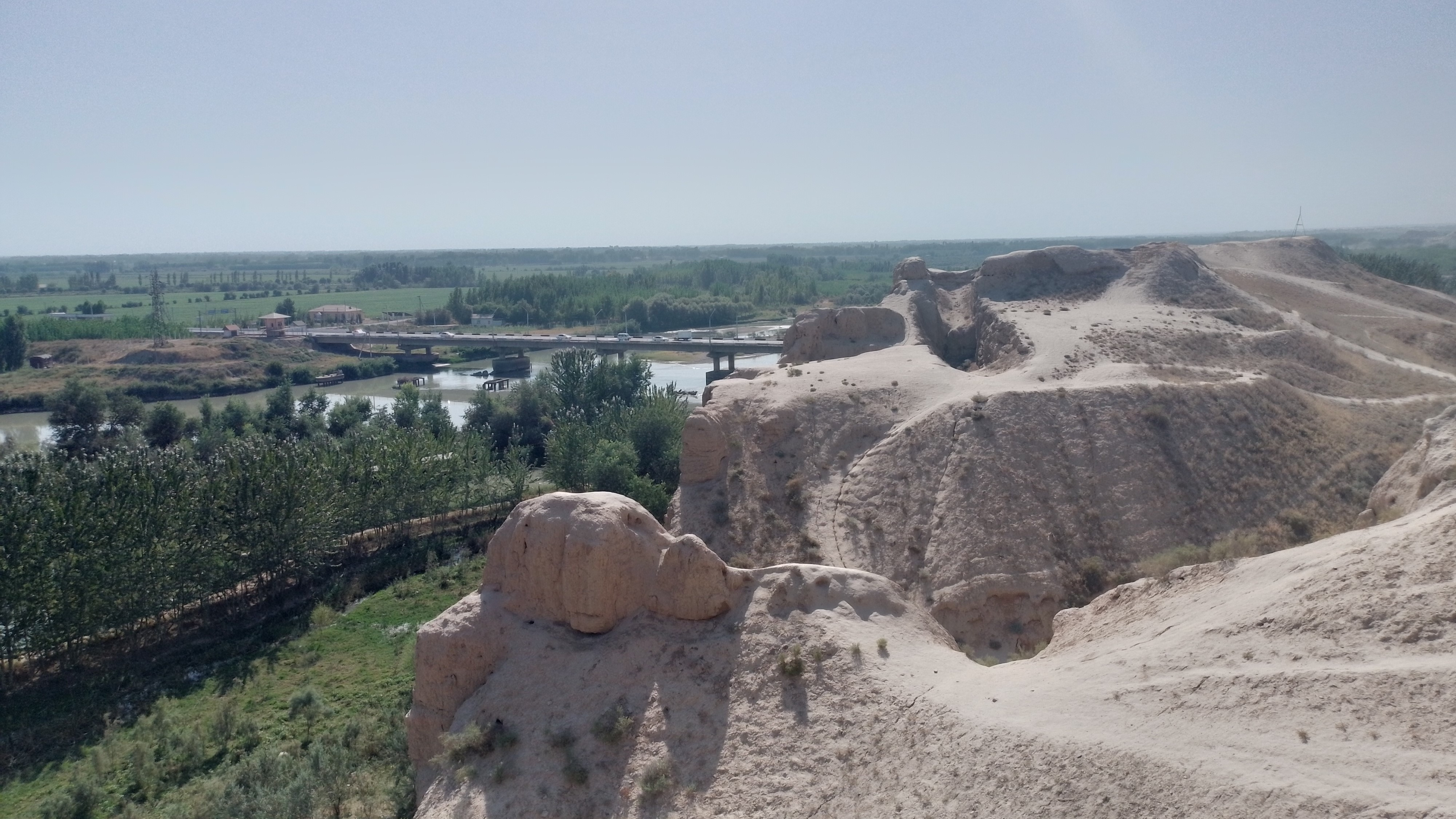
نمایی از ویرانه‌های شهر اَخسیکَت در کشور ازبکستان - ۲۰۲۲

اَخسیکَت (نام‌های دیگر: اخسی، اخشی، خشیکت، اخسیکنت) از شهرهای فرارود در سرزمین فرغانه بوده‌است که در دوره‌های گوناگون و از آن شمار در سدهٔ ۸ ه‍.ق مرکز این بخش بوده‌است. ویرانه‌های این شهر اکنون در ولایت فرغانه در ازبکستان قرار دارد.

## مکان جغرافیایی
اخسیکت شهری در ۷۱ درجه و ۲۷ دقیقهٔ طول خاوری و ۴۰ درجه و ۵۳ دقیقهٔ عرض شمالی بوده که شهرهایی مانند قبا، خجند، اوزگند و خوقند در پیرامون آن قرار داشته‌اند. این شهر در کوه‌پایه و بر کرانهٔ سیردریا نهاده بوده‌است.
اخسیکت هوایی خوش داشته و پیرامونش جنگل‌هایی بوده که در آن‌ها آهوی سفید، مرغ دشتی و خرگوش یافت می‌شده و همچنین در نزدیکی این شهر، معادن سیم و زر بوده‌است.

## تاریخ
گویا در سدهٔ ۶ پ.م فرغانه از سرزمین‌های ایران بود و فرمانروایان آن از شاهان دودمان هخامنشی فرمانبرداری می‌کردند.
صالح بن مسلم با همراهی نصربن سیار شهرهای فرغانه و از آن شمار اخسیکت را گشود. در روزگاران سامانیان اخسیکت از شهرهای مهم فرغانه بود و در شمار شهرهایی بود که سامانیان در آن سکه ضرب می‌کردند. یکی از قراخانیان، با نام طغان‌خان، گویا چندی اخسیکت را در تصرف داشته و در سال‌های ۴۱۷ ه‍.ق و ۴۱۸ ه‍.ق، در آنجا به نام او سکه می‌زدند و همچنین بر روی سکه‌هایی که در ۴۲۰ ه‍.ق در اخسیکت ضرب شده‌است، دیده می‌شود.
گویا این شهر در ابتدای سدهٔ ۷ ه‍.ق، با جنگ‌های سلطان محمد خوارزم‌شاه و یورش‌های بعدی مغولان رو به ویرانی نهاد.
در قرن هفدهم میلادی، اخسیکت در حال سقوط بود. آنچه از شهر مانده بود، در زمین‌لرزه‌ای بزرگ در سال ۱۶۲۰ ویران گشت و مردم آن شهر، در شهر نمنگان مستقر شدند.

## ریشهٔ نام
اخسیکت نامی است با ریشهٔ سغدی که در فرهنگ سغدی به شهر سبز همسان شده‌است. برخی پژوهشگران، این واژه را دارای دو بخش اخشی و کت دانسته‌اند و گفته‌اند که بخش نخست واژه‌ای سغدی که از اخشید به معنای سرور گرفته شده‌است و خود ریشه‌ای اوستایی از واژهٔ خشته به معنای توانا دارد و بخش دوم نیز در زبان سغدی، به معنای امیرنشین یا شاه‌نشین می‌دهد.

## چهره‌های نام‌دار
- ابو رشاد احمد بن محمد اخسیکتی، ملقب به ذوالفضایل: محدث و ادیب
- ابوالوفا حسام‌الدین محمد بن محمد، نام‌دار به ابن ابی المناقب: فقیه حنفی و اصولی
- اثیرالدین اخسیکتی: شاعر فارسی‌گوی